# 56.com
56.com là một trong những trang web chia sẻ video lớn nhất ở Trung Quốc, nơi người dùng có thể tải lên, xem và chia sẻ các video clip.
Là công ty con thuộc sở hữu hoàn toàn của Sohu, công ty có trụ sở chính tại Quận Thiên Hà, Quảng Châu, Quảng Đông.
Tên miền 56.com đã thu hút ít nhất 3,2 triệu khách hàng năm vào năm 2008 theo khảo sát của Compete.com.
Truy cập vào nhà cung cấp video trực tuyến của Trung Quốc 56.com đã bị tạm ngừng kể từ 18:00 ngày 3 tháng 6 năm 2008. 56.com đưa ra giải thích vào lúc 10:00 ngày 4 tháng 6 năm 16, vài giờ sau khi quyền truy cập của trang web bị dừng và nói rằng trang web đã gặp sự cố máy chủ và đang được sửa chữa, nhưng không đưa ra thời gian rõ ràng khi nào các dịch vụ của trang web sẽ được khôi phục hoàn toàn. Một số phương tiện truyền thông, chẳng hạn như Hexun.com và Sina.com, báo cáo rằng 56.com thường xuyên vi phạm các quy tắc liên quan của chính phủ với nội dung video của mình, do đó, nó đã bị chính phủ đưa ra cảnh báo và có thể bị đóng cửa trong vài ngày. Tuy nhiên, điều này đã bị 56.com phủ nhận. Đến ngày 11 tháng 7 năm 2008, 56.com đã hoạt động trở lại.
Vào ngày 31 tháng 12 năm 2014, Sohu đã đạt được thỏa thuận với nhà điều hành mạng xã hội đồng hương Renren để mua lại 56.com. Theo một nguồn tin thân cận với thương vụ này, Sohu đã trả 25 triệu đô la Mỹ cho 56.com.